# Apachitla
Apachitla är en ort i Mexiko.   Den ligger i kommunen Ilamatlán och delstaten Veracruz, i den sydöstra delen av landet, 160 km norr om huvudstaden Mexico City. Apachitla ligger 1 336 meter över havet och antalet invånare är 581.
Terrängen runt Apachitla är bergig åt sydost, men åt nordväst är den kuperad. Runt Apachitla är det ganska glesbefolkat, med 42 invånare per kvadratkilometer. Närmaste större samhälle är Xoxolpa, 17,5 km norr om Apachitla. I omgivningarna runt Apachitla växer i huvudsak städsegrön lövskog.